# CATI
Il termine CATI (Computer-Assisted Telephone Interviewing) indica una modalità di rilevazione diretta di unità statistiche realizzata attraverso interviste telefoniche, dove l'intervistatore legge le domande all'intervistato e registra le risposte su un computer, tramite un apposito software.

## Tecniche
Produrre interviste avvalendosi di questo sistema permette una documentazione precisa dei dati elementari ed esclude ogni possibile errore sistematico durante il rilevamento dei dati, in quanto il questionario statistico è contenuto nel computer per cui le domande vengono poste esattamente come compaiono sul video e le risposte sono registrate direttamente su un dispositivo di memorizzazione. Il software utilizzato inoltre procede ad alcuni controlli di qualità sui dati automaticamente all'immissione degli stessi, cosicché i tempi dell'indagine risultano essere notevolmente accorciati.

## Applicazione
Oltre a questi numerosi vantaggi pratici, la tecnica CATI presenta però anche varie difficoltà, soprattutto se realizzata in paesi dove la copertura telefonica non è sufficientemente diffusa. In termini statistici, l'errore dovuto a questa mancanza, viene denominato errore di copertura.
Altri problemi che possono derivare dall'utilizzo di questa tecnica, riguardano la necessità di dotarsi di rilevatori maggiormente preparati, e del sostenimento dei costi per la dotazione di computer ed eventualmente di software dedicato.